# Кононов, Иван Арсеньевич
Ива́н Арсе́ньевич Ко́нонов (род. 3 мая 1953, Ростов-на-Дону) — советский и российский журналист, телеведущий, диктор, продюсер, режиссёр, редактор, музыкант, поэт, автор песен, певец, драматург, актёр.
Был одним из создателей ток-шоу «12-й этаж» Первого канала («Останкино», позже — ОРТ), стоял у истоков создания компании ATV, работал заместителем директора «Новой студии» РГТРК «Останкино» (1992). Создатель «Будки гласности», ведущий программ «Третий глаз» (НТВ), «Пресс-клуб» (ОРТ), «Вместе» (ОРТ), «Ночной полёт» (ТВЦ), «Новая Старая квартира» (РТР), «Предметный разговор», «Настоящее» («Звезда»), программа «Ять» («Столица»), руководитель молодёжного ток-шоу «Акуна матата» (РТР).

## Биография

### Образование
В 1980 году окончил факультет журналистики МГУ по специальности «литературный сотрудник радио и телевидения».

### Семья
- Мать, Инна Александровна — врач-психиатр.
- Отец, Арсений Арсеньевич Кононов, сотрудник Ростовского пароходства, старший редактор, переводчик итальянской редакции издательства «Прогресс».
- Супруга, Наталья Романова — журналист, автор и продюсер ряда телевизионных программ.
- Сын Юрий (1976) — музыкант-мультиинструменталист.

### Карьера

#### Советский период
Работал референтом, редактором, ответственным выпускающим программы «Время». С 1985 года — в Главной редакции молодёжных программ ЦТ Гостелерадио СССР — комментатор, заведующий отделом публицистики.
В 1990 году — автор программы «Глас народа» («Будка гласности»). Спустя год стал одним из авторов документального фильма «Время отпуска» об августовском путче.

#### Постсоветский период
- Главный редактор, заместитель генерального директора 4-го канала Останкино (1992—1993)[5].
- Ведущий еженедельной программы «В гостях у Ивана Кононова».
- Автор и ведущий программы «Третий глаз» на каналах 4-й канал Останкино, НТВ (1993—1997)[6].
- Вице-президент телекомпании «Авторское телевидение» (с 1995 по 2001 год)[6].
- Руководитель и один из ведущих программы «Пресс-клуб» (с марта 1997 года, ведущим стал с ноября 1997)[6].
- Руководитель программы «Вместе» (с октября 1997[6]).
- Один из ведущих программы «Времечко. Ночной полёт» (1998—1999)[6][7][8][9].
- Автор и руководитель программы «Акуна матата» (с августа 1998)[6].
- Автор и ведущий программы «Эра Водолея» на ТВ-6 (1998—1999)[10][11][12][13].
- Руководитель и ведущий программы «Новая старая квартира» в ежедневном формате (с сентября 2000 по сентябрь 2001 года)[6].
- Ведущий ежедневных программы «Народ хочет знать» и «Круглый стол» на канале «Россия»[14].
- Руководитель ежедневного ток-шоу «Большой Куш» (СТС, 2002)[15].
- Продюсер документальных фильмов Дирекции утреннего телеканала ОАО «Первый канал» (2003—2004)[6].
- Ведущий еженедельной аналитической программы «60 минут» на канале ДТВ.
- Ведущий, продюсер Службы спецпроектов[6] и политический обозреватель канала «Звезда» (2005—2008)[16][17]. Автор и ведущий программ «Настоящее» и «Предметный разговор».
- Проректор Московского института телевидения и радиовещания «Останкино».
- Ведущий программ «Утро», «Третье дыхание», «Ять» на канале «Столица».
- Советник Генерального директора ООО «Газ-ойл» («Газпром») по связям с общественными организациями и органами государственной власти.
- Вице-президент Евразийской академии телевидения и радиовещания.
- Помощник члена Совета Федерации Л. В. Тягачёва.
- Помощник первого заместителя Председателя Мособлдумы Н. Ю. Чаплина.
- Начальник управления культуры Клуба военачальников Российской Федерации.
- За выдающуюся творческую деятельность удостоен премии «Золотое перо России», награжден медалью А. Т. Твардовского.
- За большой вклад в российскую культуру, создание запоминающегося образ Донского края и активную общественную деятельность награжден Благодарственным письмом от Комитета по культуре Государственной Думы РФ (2019)
- Главный редактор Издательского Дома «Отечественные товаропроизводители».
- Советник Генерального директора компании «КиберАльянс».
- Автор и ведущий программы «Третье дыхание» на радио МедиаМетрикс.
- Представитель в Москве Ивановской строительной компании «Славянский Дом».

## Творчество

### Литературные и музыкальные произведения
- В 1988 году написал цикл песен о Ростове-на-Дону: «Левый берег Дона», «В Нахичевани», «Три поросёнка», «Речка Темерничка», «Мореходка», «Я родился и вырос в Ростове», «В Ростове падают каштаны», «А над Доном золотые купола», «Конь вороной». Позже были написаны песни «Мы — солдаты России», «Мазурка», «Обожаю я тебя, обожаю!» и другие. Его произведения исполняли Константин Ундров, Михаил Шуфутинский, Александр Михайлов, Ренат Ибрагимов, Никита Джигурда, трио «Реликт», Ирина Шведова, Донна Луна, Владимир Лёвкин, Александр Иншаков, Андрей Разин.
- В 1999 году выпустил книгу стихов «Конец века» со своими иллюстрациями и предисловием Эрнста Неизвестного[18]. ISBN 985-456-288-3.
- В 2002 году записал альбом с авторскими песнями «Девочки, привет!».
- В 2008 году издал книгу стихов «Смыслы» с предисловием Юрия Арабова.
- В 2008 году выпустил два диска песен в авторском исполнении: «Мой город — Ростов-на-Дону» и «Я и ты».
- В 2013 году издал книгу стихов для детей «Компашка».
- Автор мюзиклов «Левбердон», «Фон Барон» и «Магистериум».
- Автор пьес в стихах «Русский человек», «Три сестрицы или Второе пришествие», «Плюс-минус любовь или Сотворение мира», «Субъекты и объекты».
- В 2017 году вышла книга пьес в стихах «Русский человек» с иллюстрациями А. Бильжо и предисловием И. Иртеньева.
- В 2018 году издана книга стихов «Эра Водолея» с иллюстрациями автора.

### Роли в кино
- 2001 год: «Ростов-папа»[19]
- 2003 год: «Оперативный псевдоним»[20]
- 2004 год: «Слепой»
- 2005 год: «Атаман» (телесериал)[21]
- 2005 год: «Эшелон» (соавтор сценария)
- 2005 год: «Оперативный псевдоним-2: Код возвращения»